# Chiesa di Sant'Antonio Abate (Novara di Sicilia)
La chiesa di Sant'Antonio Abate sorge nel piazzale del quartiere omonimo nella parte a valle della cittadina di Novara di Sicilia. È dedicata a sant'Antonio abate. Appartenente all'arcidiocesi di Messina-Lipari-Santa Lucia del Mela, vicariato di Novara di Sicilia sotto il patrocinio dei santi Pietro e Paolo, arcipretura di Novara di Sicilia, parrocchia di Santa Maria Assunta.

## Storia

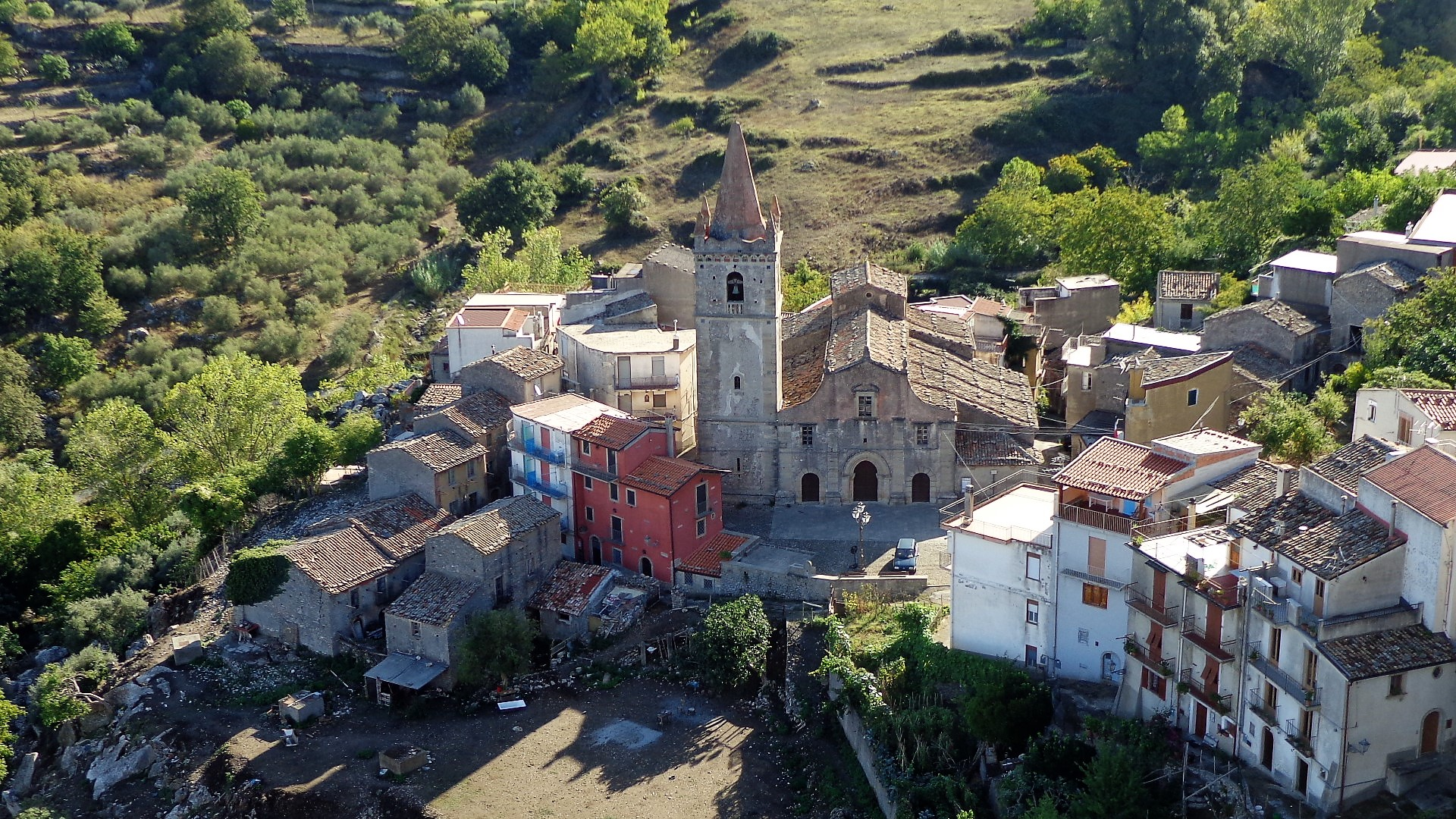
La chiesa collocata al centro del quartiere di Sant'Antonio.

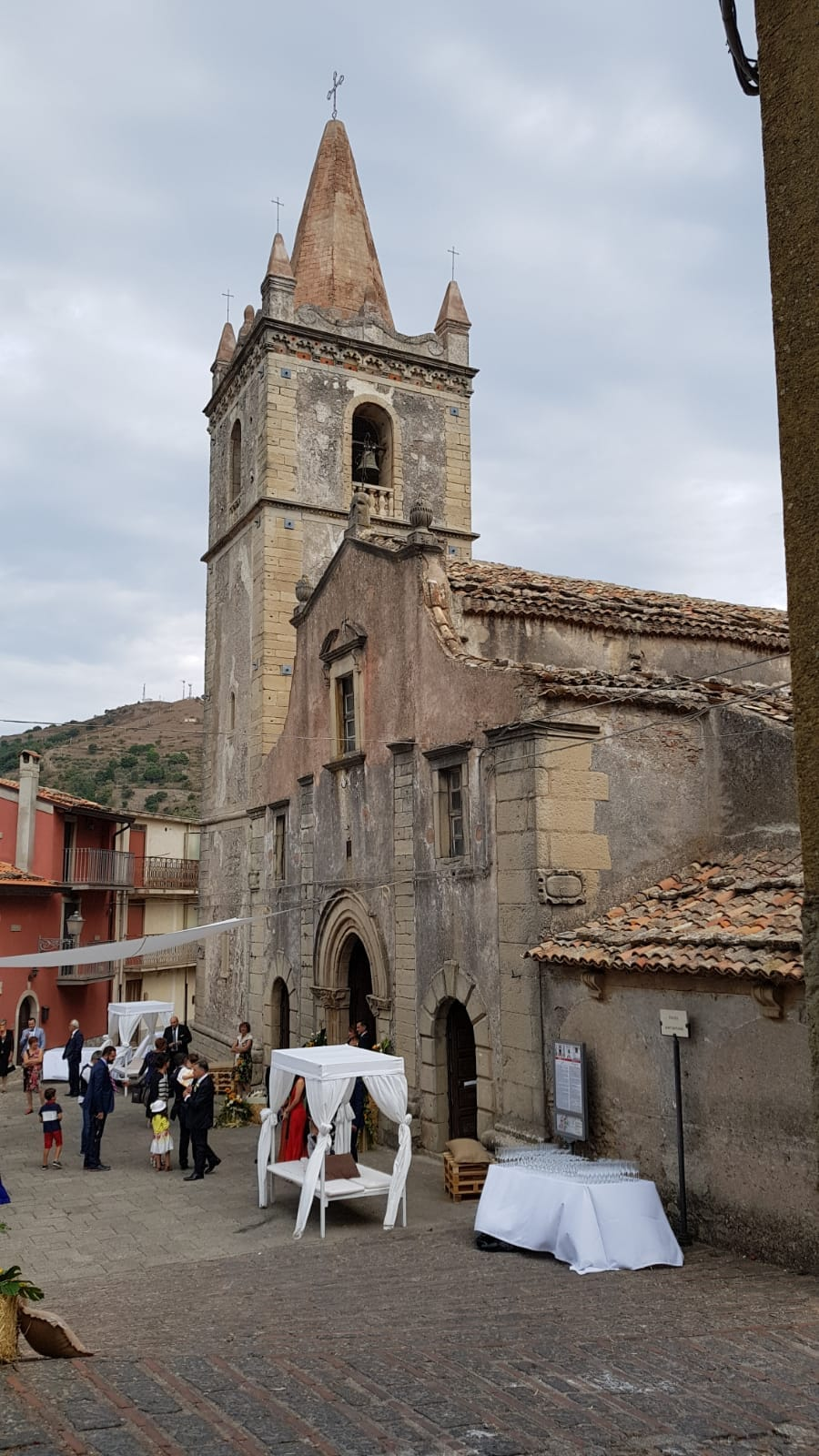
Veduta.

### Epoca spagnola
I lavori della chiesa vennero iniziati intorno al 1538 e ultimati intorno al 1766.
Scolpite nell'iscrizione posta sul lato destro della facciata, le date di inizio costruzione dell'edificio attuale e fine lavori di perfezionamento, ovvero il periodo a cavallo tra il 1609 e il 1669.
Il portale centrale ad arco acuto di stile normanno reca incise sugli stipiti le figure di Sant'Antonio abate col bastone e un porcellino a sinistra, e San Paolo apostolo con la spada e un serpente a destra. Entrambi i soggetti sono affiancati da un angelo.
Il 1732 in un cartiglio indica la data di completamento del campanile.
Portalini laterali caratterizzati da arco a tutto sesto in conci squadrati.

## Esterno

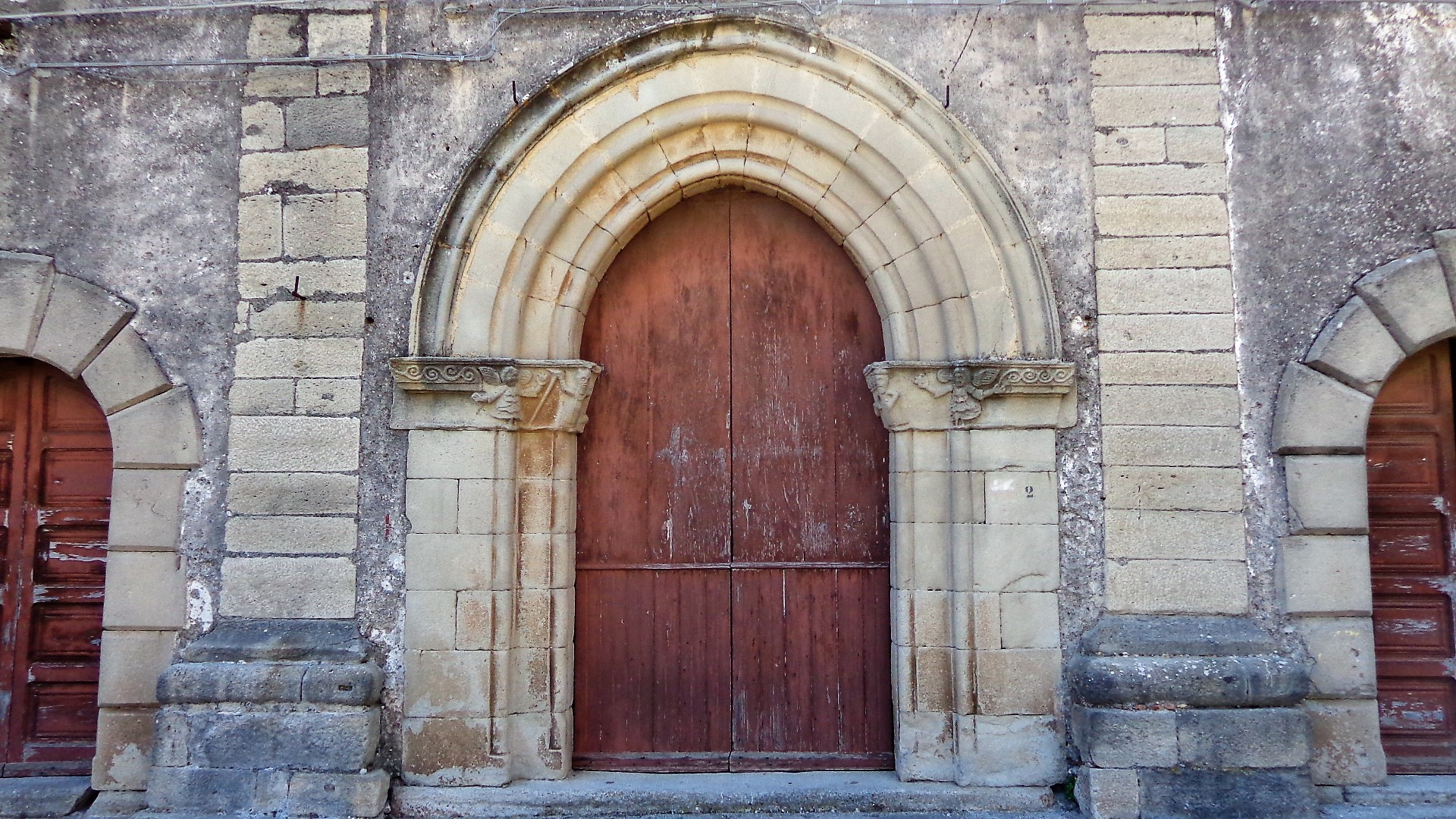
Portale.

Prospetto con tre portali rivolto a mezzogiorno ripartito da due paraste in conci. Varchi d'accesso sovrastati da finestre, quella centrale incorniciata da timpano triangolare spezzato. Il secondo ordine centrale è raccordato al primo da vele, chiudono la prospettiva due vasotti e un pinnacolo con croce apicale in ferro battuto al centro.
Torre composta da tre ordini, cella campanaria dotata di quattro monofore, cuspide centrale ottagonale di stile normanno rivestita di mattoni colorati, quattro pinnacoli ai vertici e altrettanti decori intermedi, che rendono la slanciata costruzione sontuosa e finemente decorata. La sua costruzione, iniziata in epoca remota, è stata ultimata nel 1732. Al suo interno una gigantesca scala in pietra, formata da blocchi naturali, consente l'accesso all'alloggio delle campane.

## Interno

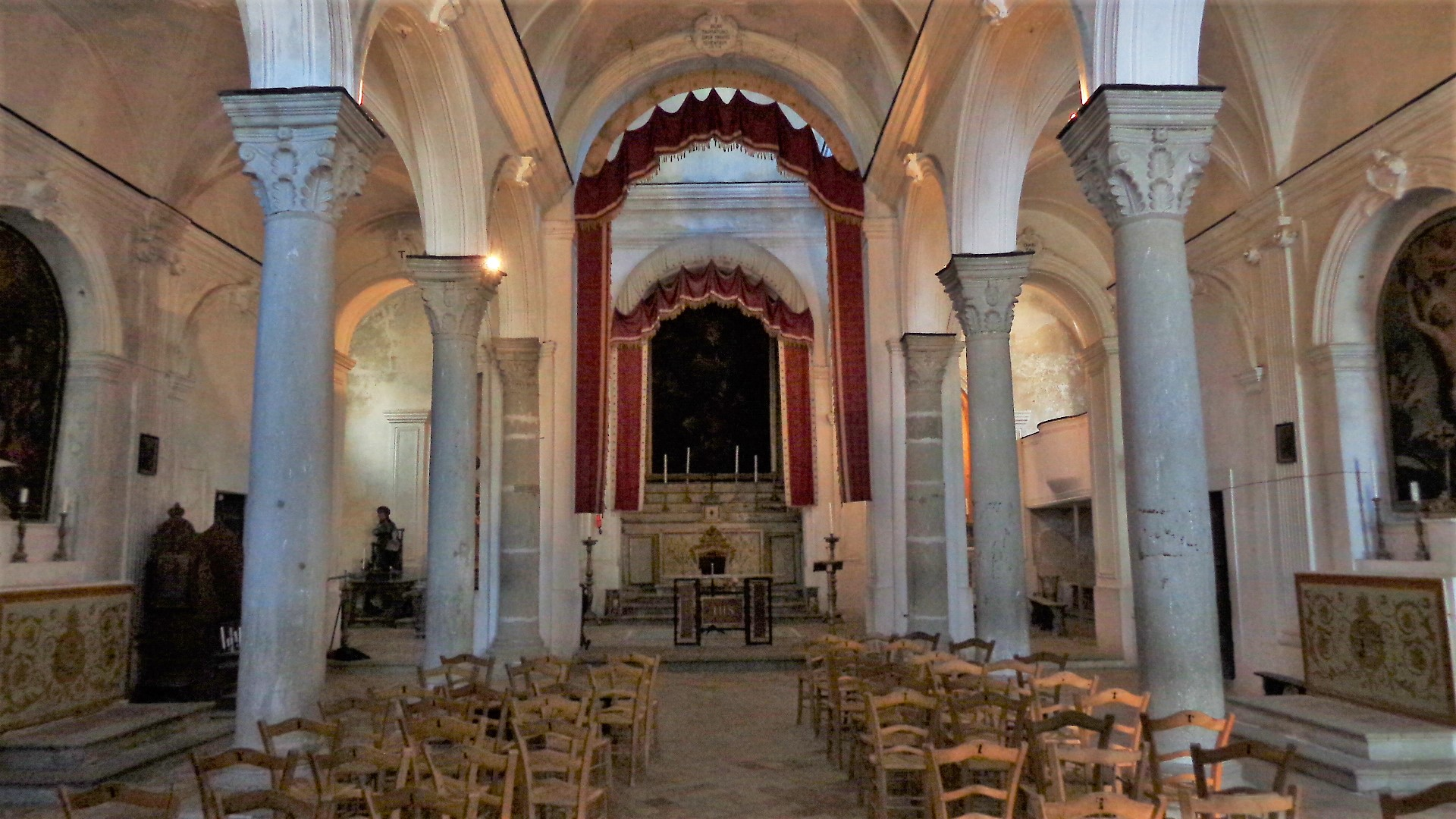
La navata centrale

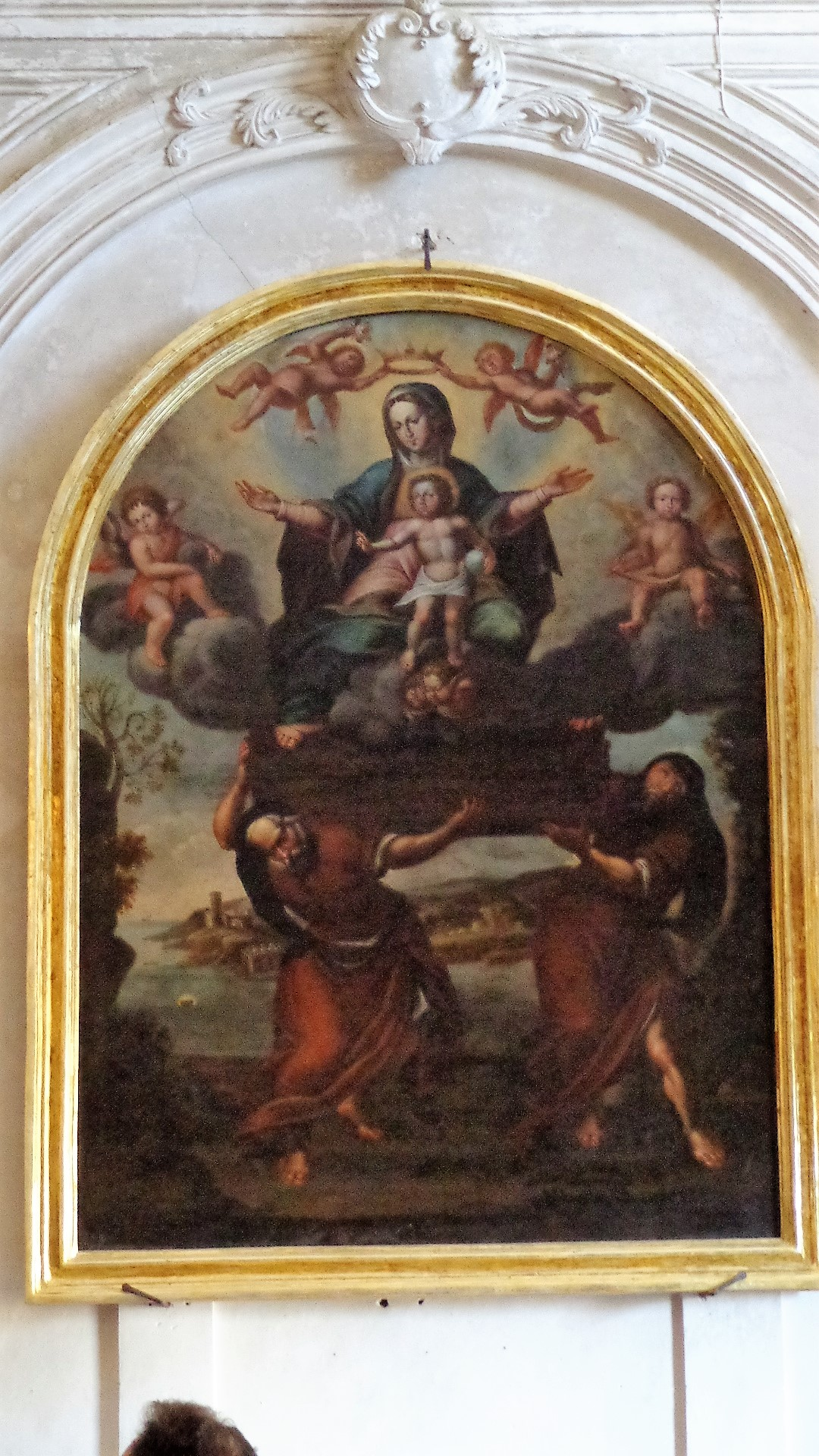
Vergine Odigitria

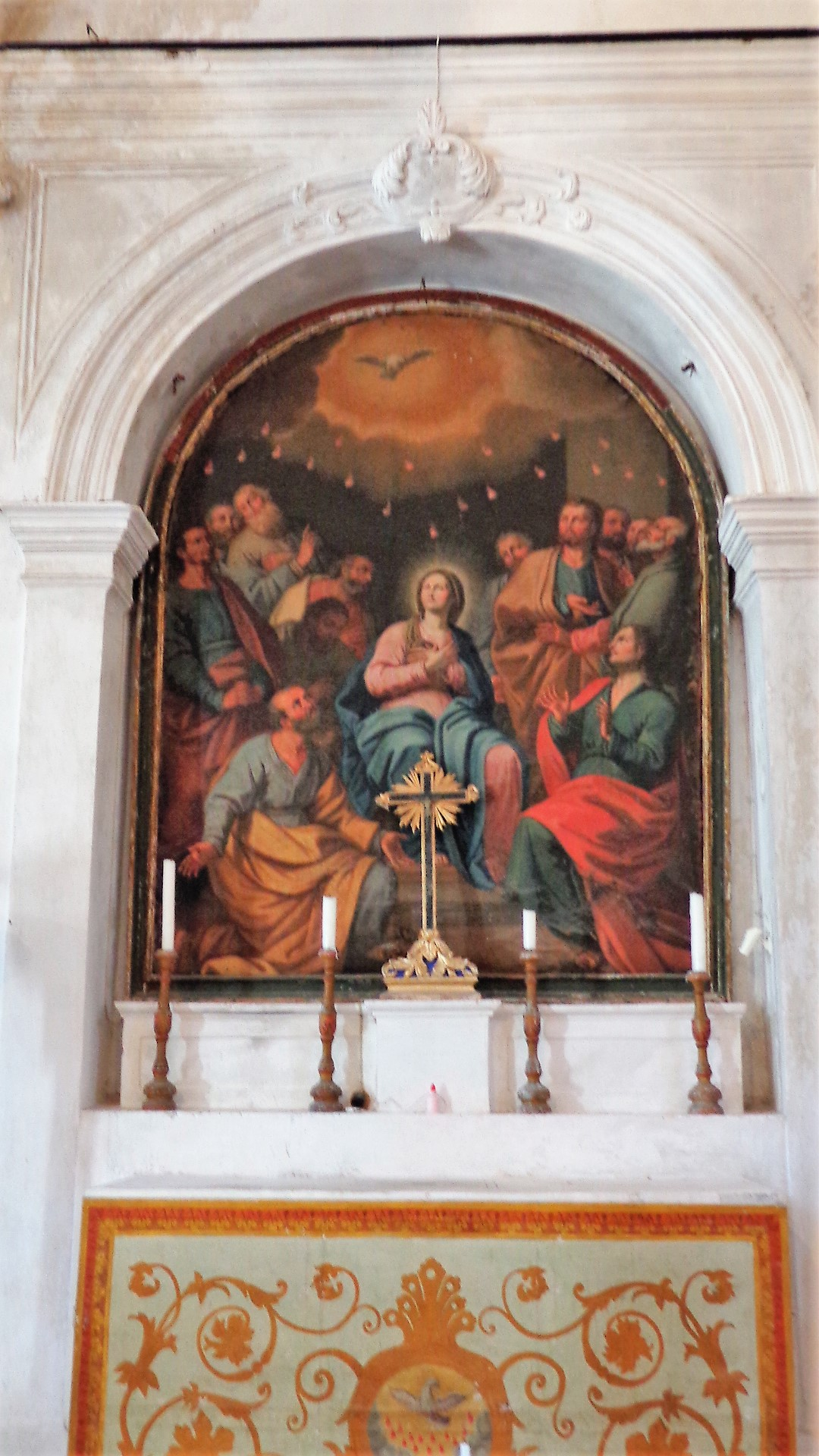
Pentecoste

Impianto basilicale ripartito in tre navate per mezzo di 10 colonne in pietra arenaria locali. I capitelli corinzi uguali a coppie, gli archi, i decori interni ed esterni, i fregi, sono opera degli scalpellini locali. La volta della navata centrale in muratura nasconde il tetto a capriate in legno ove sono presenti mensole raffiguranti maschere e personaggi.

### Navata destra
- Prima campata: cappella dell'Odigitria. Sulla sopraelevazione dell'altare è custodita la tela raffigurante la Madonna dell'Itria, opera restaurata dal professore Angelo Cristaudo nel 2004, opera proveniente dalla chiesa di San Giovanni Battista.
- Seconda campata: cappella di Santa Caterina. L'ambiente ospita la statua raffigurante Santa Caterina Vergine e Martire di Alessandria d'Egitto[2] del 1500 proveniente dalla demolita chiesa a lei dedicata;
- Terza campata: cappella di San Bartolomeo. Sulla sopraelevazione dell'altare è custodito il dipinto raffigurante il Martirio di san Bartolomeo Apostolo, opera di Gaetano Bonsignore del 1834.
- Quarta campata: varco sacrestia.

### Navata sinistra
- Prima campata.
- Seconda campata: cappella di Gesù alla Colonna. Nell'ambiente è custodita la statua in cartapesta di Gesù alla colonna.
- Terza campata: cappella della Pentecoste. Sulla sopraelevazione dell'altare il dipinto raffigurante la discesa dello Spirito Santo sulla Vergine Maria e gli Apostoli.
- Quarta campata.

### Transetto
- Absidiola destra: cappella di San Francesco di Paola. L'altare custodisce la statua raffigurante San Francesco di Paola,[2] statua lignea scolpita dal Cardella ad Agrigento nel 1872. 
  - Nel braccio destro del transetto sorge la cantoria dotata di un organo a canne costruito nel 1848 a Messina da Antonio Rizzo.
- Absidiola sinistra: cappella di Sant'Antonio Abate. L'altare custodisce la statua lignea raffigurante Sant'Antonio abate[2] ascrivibile al 1600 e datata 1738, anno di un primo restauro.
  - Nel braccio sinistro del transetto trovano posto un grande crocifisso ligneo. Nell'ambiente stazionano la statua lignea raffigurante San Marco evangelista[2] 1500, la statua in cartapesta raffigurante San Giorgio martire,[2] simulacri qui migrati dalla chiesa di San Giorgio nel 1986 quando i locali di quest'ultimo tempio furono adibiti ad auditorium.

### Altare maggiore
Sull'altare centrale campeggia la tela secentesca raffigurante Sant'Antonio abate in colloquio con san Paolo di Tebe.
Antico organo a canne azionato a mano, per mezzo di un mantice sdrucito.

### Sacrestia
Nel locale della sacrestia sono custoditi un artistico armadio in legno e una piccola fontana in marmo del 1506 proveniente dall'antica abbazia di Santa Maria di Novara di Vallebona.

## Confraternite
- Confraternita di Sant'Antonio Abate

## Feste religiose
- 17 gennaio, Festa di Sant'Antonio: Solennità, processioni e funzioni devozionali documentate. Settena. La processione di Sant'Antonio Abate è in competizione con la vicinissima processione di San Sebastiano. 
  - Û fogu: fuoco acceso la sera della vigilia al piano terra con la legna che i fedeli portano in dono compiendo û viaggiu.
  - Û viaggiu: visita devozionale al santo compiuta per chiedere la grazia e debellare l'herpes zoster (o fuoco di Sant'Antonio). Il fuoco con le sue fiamme nei secoli ha annerito e consumato i gradini della rudimentale scala in pietra che porta in cima al campanile. Di questi danni causati dalle fiamme non turba alcuno per non rinunciare alla tradizione del fuoco.
  - Inno e litanie a Sant'Antonio.
  - Û du uri: funzione religiosa celebrata due ore prima del crepuscolo.
  - La benedizione degli animali.